# Średniak (Lasocki Grzbiet)
Średniak (niem. Mittelberg, 843 m n.p.m.) – szczyt w Karkonoszach, w obrębie Grzbietu Lasockiego.
Położony jest w północno-wschodniej części Lasockiego Grzbietu, w krótkim, bocznym ramieniu odchodzącym od Łysociny ku wschodowi. Od północy, od Borowej Góry i Bielca ogranicza go dolina Białej Wody, a od południa dolina bezimiennego potoku, dopływu Srebrnika. Obie doliny są głęboko wcięte i mają strome zbocza.
Zbudowany ze skał metamorficznych wschodniej osłony granitu karkonoskiego – głównie z łupków łyszczykowych.
Wierzchołek i stoki porośnięte górnoreglowymi lasami świerkowymi.